# Texte Zalgo

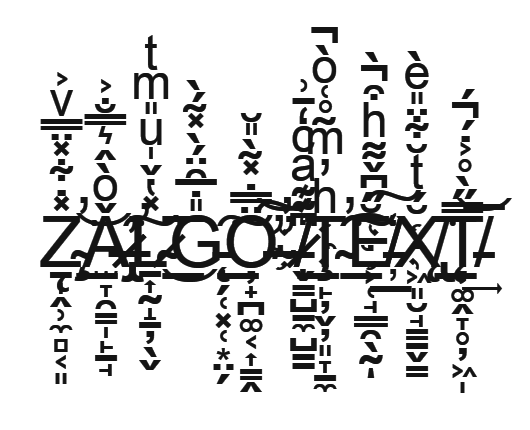
Un effet de texte Zalgo appliqué aux mots ZALGO TEXT (en français « TEXTE ZALGO »).

Le texte Zalgo, également connu sous le nom de texte maudit ou texte glitché, est un texte numérique qui a été modifié avec de nombreux caractères de combinaison, des symboles Unicode utilisés pour ajouter des signes diacritiques au-dessus ou en dessous des lettres, ce afin de lui donner un aspect effrayant ou glitché.
Nommé d'après une creepypasta de 2004 qui l'attribuait à l'influence d'une divinité surnaturelle, le texte Zalgo est devenu un élément important de nombreux mèmes Internet, en particulier dans la culture du « mème surréaliste ». Le formatage du texte Zalgo permet également de l'utiliser pour arrêter ou altérer certaines fonctions informatiques, intentionnellement ou non.

## Histoire

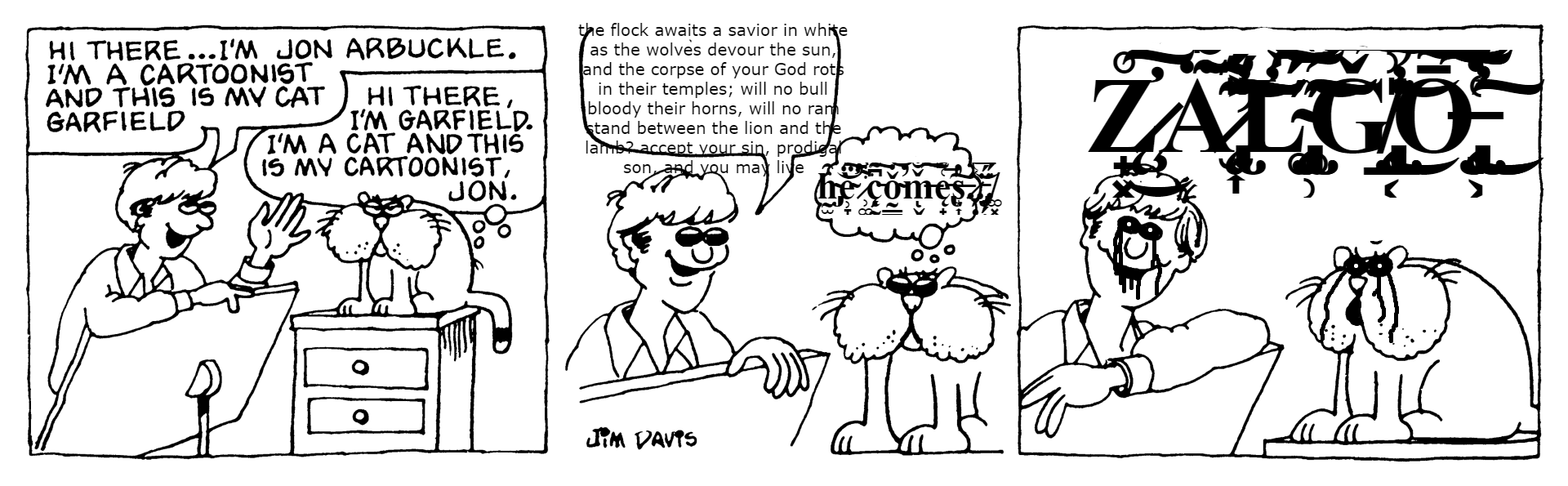
Texte Zalgo dans un mème posté sur Something Awful, reprenant un strip de la bande dessinée Garfield.

Le texte Zalgo a été inventé en 2004 par un membre du forum Something Awful, qui avait créé des macros d'images de personnages de dessins animés déformés ou buggés s'exclamant « Zalgo ! ». Le texte des images était souvent déformé, et le style de cette distorsion est devenu populaire sous le nom de « texte Zalgo ». Les personnages étaient souvent représentés avec des yeux ensanglantés, et les membres du forum interprétaient Zalgo comme étant une figure apocalyptique inimaginable et eldritchienne.

## Usage

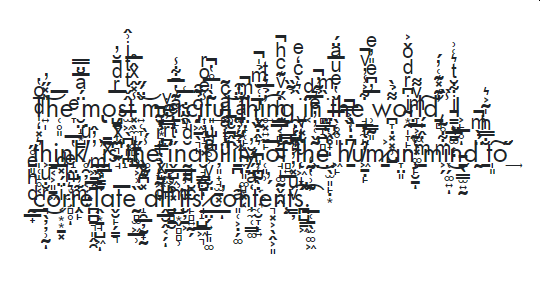
La phrase The most merciful thing in the world, I think, is the inability of the human mind to correlate all its contents (« La chose la plus miséricordieuse au monde, je pense, est l'incapacité de l'esprit humain à corréler tous ses contenus », extraite du Mythe de Cthulhu), écrite en texte Zalgo.

Le texte Zalgo est généré en ajoutant, de manière excessive, divers signes diacritiques sous forme de caractères combinants (en) Unicode aux lettres d'une chaîne de texte numérique. Son aspect glitché le rend courant parmi les mèmes destinés à donner l'impression que l'appareil du lecteur fonctionne mal. Le texte Zalgo est devenu populaire dans le monde des « mèmes surréalistes », qui sont destinés à paraître bizarres ou absurdes. Il s'inscrit ainsi dans une sensibilité esthétique globale de l'étrange et de l'impossible qui inclut des éléments tels que des images clipart et des personnages récurrents d'apparence étrange, mais refuse de représenter des éléments du monde réel tels que de vraies personnes ou des marques.
Le texte Zalgo a également été utilisé ou évoqué en dehors des mèmes Internet. Un logo de campagne créé par un fan pour la campagne présidentielle de Michael Bloomberg en 2020, initialement confondu avec un logo officiel, a été décrit comme ressemblant étroitement au texte Zalgo. En 2020, un adolescent et créateur de contenu TikTok a donné le mot « hamburger » écrit en texte Zalgo pour la légende du trombinoscope de son école ; lorsque l'ouvrage a été imprimé, le texte chevauchait sa photographie et celle de l'élève en dessous de lui.
En plus de ses utilisations légitimes, le texte Zalgo a été utilisé de manière malveillante pour faire planter ou surcharger des applications de messagerie. Certaines versions de l'application Apple Messages ne sont pas en mesure de gérer correctement le texte Zalgo et planteront si elles tentent de restituer un message contenant un tel texte. Ce comportement a été utilisé pour effectuer des attaques par déni de service contre les utilisateurs iOS,. De même, les messages Zalgo envoyés via Gmail ont pu provoquer des plantages.

## Influence
Le texte Zalgo a donné naissance à d'autres œuvres d'art glitché sur Internet. L'artiste performeur Laimonas Zakas s'est inspiré du texte Zalgo pour créer Glitchr, une page Facebook qui modifie et bugue intentionnellement le code de Facebook.
Bien que l'aspect le plus influent du creepypasta original de Zalgo soit les personnages de texte modifiés, d'autres aspects de l'histoire ont également été populaires. Les fans de l'histoire ont conceptualisé Zalgo comme « soit une force surnaturelle invisible, une cabale secrète, ou peut-être même un demi-dieu maléfique » et l'ont comparé aux Grands Anciens de l'œuvre de H. P. Lovecraft. Les représentations artistiques de Zalgo incluent des dessins et des courts métrages.